# NGC 5547
NGC 5547 (również PGC 50543 lub UGC 9095) – galaktyka spiralna (S/P), znajdująca się w gwiazdozbiorze Małej Niedźwiedzicy. Odkrył ją William Herschel 20 grudnia 1797 roku.